# 경구개 전동음
경구개 전동음은 침으로 조음하는 음이다. 경구개음에 속한다.

## 조음 방법
혓바닥을 경구개에 가까이 댄 뒤 숨을 강하게 내쉬다 보면 혀가 우르르 떨릴 때가 있는데, 그 때 성대를 울리면 된다. 양순 전동음처럼 침이 잘 튄다. 사실 이는 침으로 조음하기 때문에 침이 없으면 경구개 전동음을 아예 조음 할 수 없다.

## 기호
기호로는 ʀ̟˖이다. 안나오는 분들은 작은 대문자 R에 +가 /방향 대각선 2군데 붙어 있다고 생각하면 쉽다. 즉, R의 우측 부분, 밑에 +가 붙은 것이다.

## 같이 보기
- 국제음성기호